# 高坡岭水库
高坡岭水库是中国海南省东方市罗带乡境内罗带河中游干流上的一座中型水库。水库正常库容为1480万立方米，平均水深为5.78米，集雨面积为156.4平方千米。设计灌溉面积3134公顷。现有干渠27公里（混凝土防渗16公里），支渠23公里（混凝土防渗15公里）。现灌溉面积867公顷。

## 历史
始建于1966年3月，正常蓄水位28.0米，泄洪道为无闸控制，堰顶高程26.5米。主、副坝为均质土坝，坝顶高程33.5米，主坝顶长1830米，副坝顶长530米，上游为浆砌石混凝土护面。
1978年至1981年扩建，正常蓄水位提高至30.5米，泄洪道改为有闸控制，设10扇6.5×4.5米平板钢闸门，采用油压设备启闭，且设电动、手动启闭设备备用。1978年12月高坡岭水库坝后电站动工，1981年9月1日建成发电，装机容量225千瓦，设计年发电量65万千瓦时，实际发电量为15万千瓦时。
1990年至1991年加高培厚主坝，坝顶高程达到设计的34.0米。
1996年18号台风暴雨，水库水位达30.5米，泄洪堰10个闸门全开，水位升到31.2米，坝背水坡大面积渗水，六处出现牛皮浆，坝脚下全是渗流。2000年被海南省专家鉴定为三类坝。